# خشم آپاچی
خشم آپاچی (انگلیسی: Apache Fury) یک فیلم در ژانر وسترن اسپاگتی است که در سال ۱۹۶۴ منتشر شد.
از بازیگران آن می‌توان به جرج مارتین، خوزه سانچو و آلدو سامبرل اشاره کرد.